# Chalukya de Mudigonda
Els Chalukya de Mudigonda foren una dinastia que va governar a Telangana en el període Raixtrakuta, vers 850 a 1200. Fou una dinastia subordinada, lleial als Chalukya de Vengi en contra dels Raixtrakutes i després en contra dels kakatiyes. La seva capital fou “Mudigonda” a la regió de Khammamn. El regne vorejava el país de Vengi entre el riu Khrisna i el Godavari. El regne hauria estat establert com a regne separat pels Chalukya Oientals per la seva posició geogràfica, per servir de tampó entre el seu regne de Vengi i els raixtrakutes. La seva dinastia, per tant, fou una branca o almenys dependent dels Chalukya orientals, i va tenir un paper important fins al temps del rei kakatiya Ganapati. La seva història es coneix parcialment a través de les inscripcions de Koravi, Magallu i Guduru, les inscripcions de la dinastia Viriyala i les inscripcions de Kriwaka o Kukkunoor del rei Kusumayudha. Vers l'any 1000 van esdevenir subordinats dels Chalukya de Kalyani.

## Fundació
Les inscripcions esmenten a Ranamarda com el fundador de la dinastia. El seu germà gram es deia Kokkili, del qual no es coneixen detalls. Portava el títols de Pravarthamana i Vijaya. Els historiadors opinen que pertanyia als Chalukya de Badami (occidentals anteriors) perquè el seu nom s'assembla a governants d'aquesta dinastia com Ranaraguda, Pulakesin I Ranavikrama i Mangalesa Ranavikranta. Va actuar vers la meitat del segle IX i va servir als Chalukya orientals que li van cedir la regió de Koravi per governar-la amb seu a Mudigonda. Les inscripcions comparen a Ranamarda amb el déu Rana en la guerra; va expandir el seu domini fins a Kondapalli al districte de Krishna i es diu que portava un collaret anomenat "Ranamarda Kantiya" per denotar les seves victòries; aquest collaret va esdevenir hereditari i un amulet per la dinastia. A la seva mort el va succeir el seu fill Kusumayudha I (870-895).

## Guerra entre Raixtrakutes i Chalukya orientals
Fou contemporani del Chalukya oriental Gunaga Vijayaditya (o Vijay Aditya) III (849 – 892) i del successor d'aquest Chalukya Bhima I (892 – 921). En el seu govern els conflictes entre els Chalukya orientals i els raixtrakutes es van aguditzar. Krishna II Akalavarsha dels Raixtrakutes (878–914) va intentar envair Vengi (vers 892 o poc després) i va començar ocupant Koraviseema; després va fer presoner a Bhima a Kolanikota. Kusumayudha I va anar al rescat de Bhima atacant als invasors i va aconseguir alliberar a Bhima, derrotar els invasors i recuperar el seu regne a Koraviseema. Chalukya Bhima el va honorar de diverses formes per la seva ajuda, i se sap que va donar el poble de Kukiparru a un bramin anomenat Pothamayya a petició de Kusumayudha. El rei Kasumayudha no va tardar a morir (895) deixant dos fills, Gonagayya i Niravadya; el va succeir el seu fill gran Gonagayya (895-910)

## L'autoritat dels Chalukya de Vengi
Gonagayya (també apareix com Vijayaditya Gonaga, Vijayata Gonaga i Vijaya Gonaga) va governar uns anys sense gaires problemes però a la mort de Chalukya Bhima I (921) van esclatar conflictes interns al regne de Vengi. Gonagayya es va abstindre de prendre-hi part i va perdre la confiança dels Chalukya (sis reis en vuit anys) i el seu germà Niravadya, suposadament governador d'algun districte en el regne (910-930), va aprofitar el moment per usurpar el tron (vers 930-935). Gonagayya va demanar ajut a Arikesari II dels Chalukya de Vemulavada (vers 930-941) amb el suport del qual va poder recuperar el regne (935) però devia morir al cap de poc temps i el va succeir el seu fill Kusumayudha II (935-960) titulat Vineeta Janasraya, a aquest el seu fill Vijayaditya II (960-970), i a aquest el seu fill Kusumayudha III (973-1000), amb un interval d'uns anys de domini dels kakatiyes en nom de l'Imperi Raixtrakuta.

## Emergència dels Kakatiyes
La decadència dels Chalukya de Mudigonda va venir per causes externes: Krishna II dels Raixtrakutes (878–914) per contenir la seva expansió va nomenar a Iriya o Eriya Raixtrakuta (fill de Gundiya Raixatrakuta), cap del seu exèrcit, com a governant de la regió de Kurawadi que era part del regne de Koravi. Iriya va establir la seva capital a Orugallu el que va portar a conflictes amb els Chalukya. Quan els kakatiyes van assolar la regió i s'hi van establir, els Chalukya de Mudigonda van haver d'evacuar el país temporalment i es van refugiar amb Tailapa II 957-997) un Chalukya feudatari dels Raixtrakutes que governava la província de Tardavadi al modern districte de Bijapur (coneguts a la història com els Chalukya Occidentals o de Kaylani). El 972 durant el govern de Khottiga Amoghavarsha (967-972), el rei Paramara Siyaka Harsha va atacar l'imperi i va saquejar Manyakheta, la capital dels Raixtrakutes; això va soscavar seriosament la reputació de l'imperi Raixtrakuta que consegüentment va portar a la seva caiguda. Tailapa II va decidir ajudar els seus parents Chalukya contra l'exèrcit dels raixtrakutes manat per Gundana o Gundyana també anomenat com Gunda IV (que era fill de Betiya i net d'Eriya Raixtrakuta) i va atacar als kakatiyes (vassalls aleshores dels Raixtrakutes) encara regnant el raixtrakuta Karka II (972–973) enviant al general Erra (cap de l'exèrcit de Tailapa II i governador de Viriyala) a reconquerir el pais Koravi o Koraviseema. Erra va derrotar i matar el general kakatiya Gundana (fill de i va designar a Bottu Beta com a rei de Koraviseema, segons la inscripció de Gudur o Guduru emesa per Erra i Kainasani. Aquest Bottu Beta, membre de la dinastia dels Chalukya de Mudigonda va esdevenir rei de Koraviseema; això deu ser un error, ja que Erra (Erra II Narendra de Viriyala) i Beta (Bataraja I de Mudigonda) van viure amb un segle de diferència. Indra IV (973–982), el darrer emperador raixtrakuta, va cometre Sallekhana (dejuni fins a la mort practicat pels monjos jainistes) a Shravanabelagola i els seus feudataris i clans vinculats del Dècan i de l'Índia del nord van declarar independència. Els Chalukya van annexionar Manyakheta i la van fer la seva capital (fins al 1015) i van construir un imperi impressionant del que els Chalukya de Mudigonda foren uns feudataris a Koravi.

## Reis de Mudigonda alseglexii XII
Kusumayudha III va tenir quatre fills (Gonaga, Nijjayaraya, Mallappa i Lobhacha) els noms dels quals són esmentats al tanc d'aigua de Magallu (excepte el de Gonaga), El nom de Gonaga apareix a la inscripció de Narayana. Gonaga precisament el va succeir (vers 1000-1025) per donar després pas al seu germà Nijjayaraya (vers 1025-1050). A la mort d'aquest el va succeir el seu fill Kusumayudha IV (vers 1050-1075); se sap que va donar el poble de l'estany de Magallu a un bramin de nom Gonayya. A la seva mort el va succeir el seu fill Betaraja I (vers 1075-1100). En aquest darrer segle els Chalukya de Mudigonda van ser vassalls dels Chalukya de Kalyani però van conservar sense problemes el domini de la regió de Koraviseema. A Betaraja I el va succeir el seu fill Kusumayudha V (vers 1100-1125), que portava el títol de Muthenagallu.
Betaraja II (vers 1125-1150) va succeir al seu pare Kusumayudha V portant el títol de Vineetha Janasraya. Tenia dos fills, Kusumayudha i Nagatiraja, que el van succeir i foren els darrers governants de la dinastia. Kusumayudha VI (vers 1150-1175) fou contemporani del kakatiya Rudradeva (o Pratapa Rudra I vers 1158–1195) que va expandir notablement els dominis kakatiyes, va derrotar a la dinastia reial de Polavasa (regió de Karimnagar) i als Coles de Kandur que governaven a Panagallu i van incorporar aquestes regions al seu regne. Igualment va ocupar el regne dels Chalukya de Mudigonda. Tres ministres de Kusumayudha VI, Karunadhipati, Indaparaju o Devaraju, van fugir a la selva amb el seu rei i la família reial amb diners i objectes valuosos i van viure amagats durant dotze anys; segons la inscripció de Krivvaka, Kusumayudha VI va recuperar finalment el seu regne, va nomenar als tres ministres que l'havien ajudat com Mahamandaleswares (Grans caps) i els va cedir la població de Kriwaka a la costa de Godavari.

## Final del regne
A la mort de Kusumayudha VI el va succeir el seu germà petit Nagatiraja (o Nagathi Raja, vers 1175-1200) que fou contemporani del kakatiya Mahadeva (1195-1199). El 1198 Mahadeva va envair el regne yadava (o Seuna) de Devagiri però va morir en les lluites a mans del rei iadava Jaitugi (1192–1200). El fill de Mahadeva, Ganapati, fou fet presoner. Nagatiraja va considerar que era un bon moment per revenjar-se dels kakatiyes i va atacar el seu regne. Pero Recherla Rudra Reddy va ajudar els kakatiyes quan estaven a punt de ser derrotats i va rebutjar a les forces de Mudigonda reconquerint la regió que aquestes havien ocupat i finalment ocupant el regne de Mudigonda. Quan Ganapati fou alliberat (vers 1200/1202) va annexionar formalment la regió de Mudigonda al regne Kakatiya, acabant amb la dinastia (vers el 1200).
Segons la inscripció de Srikakulam al Rameswaram de Natha al districte de Krishna, Nagatiraja va viure després a la regió de Kolanu amb la seva família; al mandal de Kolanu hi ha una inscripció en pedra al Rameswaran de Natha que esmenta que una persona anomena Bothu Nagatiraja va fer una donació allí el 1218, i aquesta inscripció correspon sens dubte al Chalukya Nagatiraja de Mudigonda. Més tard, Sri Ramabhadra, fill de Nagatiraja, també va emetre una inscripció referida a una donació al temple de Gopalaswami a Sikakulam del districte de Krishna, on diu que té els títols de Vineetajanasrya, Prachchanna Vidyadhara, Marbala kesari i Koravi Purahara-adheeswara, que eren títols tradicionals dels Chalukya de Mudigonda; també anomena el seu clan (gotra) com el gotra de mana vyasa. Les dues inscripcions revelen que la família de Chalukya de Mudigonda vivia al regne de Vengi. La inscripció de Kriwaka de Kusumayudha VI, la de Palampeta de Recherla Rudra, la del Rameswara de Natha al mandal de Kolanu feta per Bottu Nagatiraja i la de Srikakula feta per Sri Ramabhadra, estan d'acord que el regne dels Chalukya de Mudigonda va declinar a causa de l'atac dels kakatiyes i va caure vers el 1200 i que els descendents de la dinastia van esdevenir ciutadans comuns.

## Reis
- Ranamarda vers 850
- Kusumayudha I (vers 870-895)
- Gonagayya (vers 895-930)
- Niravadya (vers 930-935)
- Gonagayya (vers 935) (segona vegada)
- Kusumayudha II (vers 935-960)
- Vijayaditya II (vers 960-970)
- Gunda IV Kakatiya (ocupant, 970-973)
- Erra II Narendra (alliberador 973)
- Kusumayudha III (vers 973-1000)
- Gonaga (vers 1000-1025)
- Nijjayaraya (vers 1025-1050)
- Kusumayudha IV (vers 1050-1075)
- Betaraja I (vers 1075-1100)
- Kusumayudha V (vers 1100-1125)
- Betaraja II (vers 1125-1150)
- Kusumayudha VI (vers 1150-1160)
- Ocupació Kakatiya vers 1160-1172
- Kusumayudha VI (vers 1172-1175)
- Nagatiraja o Nagathi Raja (vers 1175-1200)
- Al regne Kakatiya vers 1200